# スコット・マッコード
ウィリアム・スコット・マッコード (William Scott McCord、1971年4月19日 - ) は、カナダの声優、俳優。アクターズ・スタジオ出身。

## 出演作品

### アニメ
- ルビー・グルーム（スカルボーイ）
- 6ティーン（ストーン）
- イン・ヤン・ヨー!（ヤン、ヤック）
- クリーピー（ジョージ・ホリルラー）
- トータルドラマシリーズ（オーウェン、トレント）
- 爆丸 バトルブローラーズ（空操弾馬）
- 絶叫キャンプ レイクボトム（マギー）
- パウ・パトロール（ジェイク）
- きかんしゃトーマス（ソルティー）

### 映画
- ナッツジョブ 〜サーリー&バディのピーナッツ大作戦!〜